# Progrès et Travail
Progrès et Travail (hébreu : קידמה ועבודה, Kidma VeAvoda, arabe : الزراعة والتطوير) était un parti politique israélien.

## Histoire
Le parti Progrès et Travail était une organisation arabe israélienne formée pour participer aux élections législatives de 1951. Comme d'autres formations arabes israéliennes, il était associé au Mapaï de David Ben Gourion, ce dernier souhaitant inclure les Arabes israéliens dans le fonctionnement de l’État afin de prouver la possibilité de la coexistence pacifique et productive entre Juifs et Arabes.
Lors de ces élections, le parti remporta un seul siège, occupé par son chef Salah-Hassan Hanifes. Grâce à son affiliation avec le Mapaï, le parti participa à la coalition gouvernementale pour les quatre gouvernements de la deuxième session de la Knesset. Lors de élections législatives suivantes en 1955, le parti remporta deux sièges à la Knesset. Saleh Suleiman occupa ce deuxième siège, et le parti fit à nouveau parti de la coalition gouvernementale.
En 1959, à la suite d'un désaccord entre Salah-Hassan Hanifes et le Mapaï, le premier créa un nouveau parti afin de participer aux élections, la Faction indépendante pour les Arabes israéliens. Les deux partis échouèrent à dépasser le seuil électoral, Progrès et Travail obtenant 0,5 % des suffrages, la Faction indépendante 0,4.
Lors des élections législatives de 1961, le parti obtint 0,4 % des suffrages. Ce second échec provoqua sa disparition.